# 櫻坂 (福山雅治歌曲)
《櫻坂》（日语：桜坂）是日本男歌手福山雅治第15張單曲，由環球Victor出品，並由JVC建伍勝利娛樂於2000年4月26日發行。

## 概要
單曲分為初回板和通常版，通常版收錄了《櫻坂》和《在影院一吻》，除此之外初回版還收錄了《春夏秋冬》。這是福山雅治由BMG JAPAN轉投環球Victor後第一張單曲。單曲曾獲山本潤子、佐藤竹善、河村隆一、甲斐祥弘、布施明、加藤登紀子、德博拉·吉布森、meajyu、櫻花真耶、高野賴子、
平井堅
、田崎朝日
、柴崎幸等人翻唱。
2011年，單曲獲BENI以英語翻唱，福山雅治亦曾與WISE合唱單曲。為了支援東日本大震災，福山雅治有份參與的Team Amuse!!推出專輯《Let's try again》，這張專輯亦有收錄了此單曲。
在Oricon有關最讓人聯想起櫻花的歌曲的調查中，單曲在2006年開始連續三年位列第4、2007年第4位、2008年第4位、2009年第5位，在2009年開始則連續三年排行第5位，雖然在2012年下跌一位，但在2013年和2014年均位列第5。此外，在埼玉的NACK 5電台舉辦，由聽眾挑選2013年櫻花歌曲BEST 10的調查中，單曲獲得第一位，亦是名稱中包含「櫻花」一詞的歌曲中銷量最高的一首。單曲亦是福山雅治的作品中最受歡迎的一首。

### 銷量
單曲發售首週銷量是75.1萬張，接著的一週銷量是40.8萬張，第3週銷量是31.1萬，連續三週在Oricon公信榜取得第一位，最終銷量是229.9萬，位列歷代單曲銷量榜第13位。

## 歌曲列表
| 初回版 | 初回版                                | 初回版   | 初回版   | 初回版   |
| 曲序   | 曲目                                  |          | 作曲     | 編曲     |
| ------ | ------------------------------------- | -------- | -------- | -------- |
| 1.     | 櫻坂 （）                             | 福山雅治 | 福山雅治 | 富田素弘 |
| 2.     | 在影院一吻 （DRIVE-IN THEATERでくちづけを）                       | 福山雅治 | 福山雅治 | 富田素弘 |
| 3.     | 春夏秋冬                              | 泉谷茂   | 泉谷茂   | 吉川忠英 |
| 4.     | 櫻坂（nayuta version/純音樂）         | 福山雅治 | 福山雅治 | 新川博   |
| 5.     | 在影院一吻（nomozaki version/純音樂） | 福山雅治 | 福山雅治 | 新川博   |
| 6.     | 櫻坂（original karaoke）              | 福山雅治 | 福山雅治 | 富田素弘 |
| 7.     | 在影院一吻（original karaoke）        | 福山雅治 | 福山雅治 | 富田素弘 |
| 8.     | 春夏秋冬（original karaoke）          | 泉谷茂   | 泉谷茂   | 吉川忠英 |

| 通常版 | 通常版                                | 通常版   | 通常版   | 通常版   |
| 曲序   | 曲目                                  |          | 作曲     | 編曲     |
| ------ | ------------------------------------- | -------- | -------- | -------- |
| 1.     | 櫻坂                                  | 福山雅治 | 福山雅治 | 富田素弘 |
| 2.     | 在影院一吻                            | 福山雅治 | 福山雅治 | 富田素弘 |
| 3.     | 櫻坂（nayuta version/純音樂）         | 福山雅治 | 福山雅治 | 新川博   |
| 4.     | 在影院一吻（nomozaki version/純音樂） | 福山雅治 | 福山雅治 | 新川博   |
| 5.     | 櫻坂（original karaoke）              | 福山雅治 | 福山雅治 | 富田素弘 |
| 6.     | 在影院一吻（original karaoke）        | 福山雅治 | 福山雅治 | 富田素弘 |

## 外部連結
- （日語）第15回日本ゴールドディスク大賞 （页面存档备份，存于）
- （日語）文學の森-過去の山本健吉文学賞受賞一覧